# 罗维亚达尔
羅維亞達爾（芬蘭語：Loviatar），又譯羅薇塔，是芬蘭神話中死神陀尼和冥界女王陀涅塔的盲眼女儿。羅維亞達爾被认为是死亡和疾病的女神。她被风导致怀孕，并生下了九个儿子，这九个儿子为九种疾病：下背痛（pistos）、疝痛（ähky）、疼痛（luuvalo）、佝偻病（riisi）、脓疡（paise）、鼠疫（rutto）、脓痂疹（rupi）、癌症（syöjä），第九个疾病没有命名。在一些史诗诗篇中，她也生下了是个女儿的第十个孩子。羅維亞達爾出现在《卡勒瓦拉》第45部诗篇中。

## 与娄希的关系
当埃利亚斯·伦罗特编撰《卡勒瓦拉》时，他把罗维亚达尔和娄希分为两个不同的角色。但在老的口头传唱中这两个名字是互通的。一些诗篇中认定娄希为九种疾病的母亲，而另外一些诗篇则把罗维亚达尔称为“波赫约拉的女巫”。
在娄希和包括各种别名的罗维亚达尔之间也有一个不同点。罗维亚达尔及其别名仅出现在咒语中，这些咒语迫使疾病消失并重新回到她身边。而娄希也出现在诗篇中，她给诗篇中的英雄人物派遣各种任务，并在一个咒语比赛中和勒明盖宁对抗。
一个假设是娄希和罗维亚达尔是同一个女神在不同地区的别名，而史诗则是在以娄希为主要名字的地区收集和整理的。在史诗大部分篇幅中仅提及到波赫约拉的女巫，而未提及到她的名字。